# Faded (Alan Walker)
Faded è un singolo del DJ norvegese Alan Walker, pubblicato il 3 dicembre 2015 come primo estratto dal primo album in studio Different World.
Il singolo ha visto la collaborazione vocale della cantautrice norvegese Iselin Solheim.

## Descrizione
Il brano è stato scritto e prodotto dallo stesso Alan Walker, da Anders Froen e da Gunnar Greve Pettersen. È una canzone in Mi bemolle minore andante, con un ritmo né troppo veloce né troppo lento (90 bpm).

## Video musicale

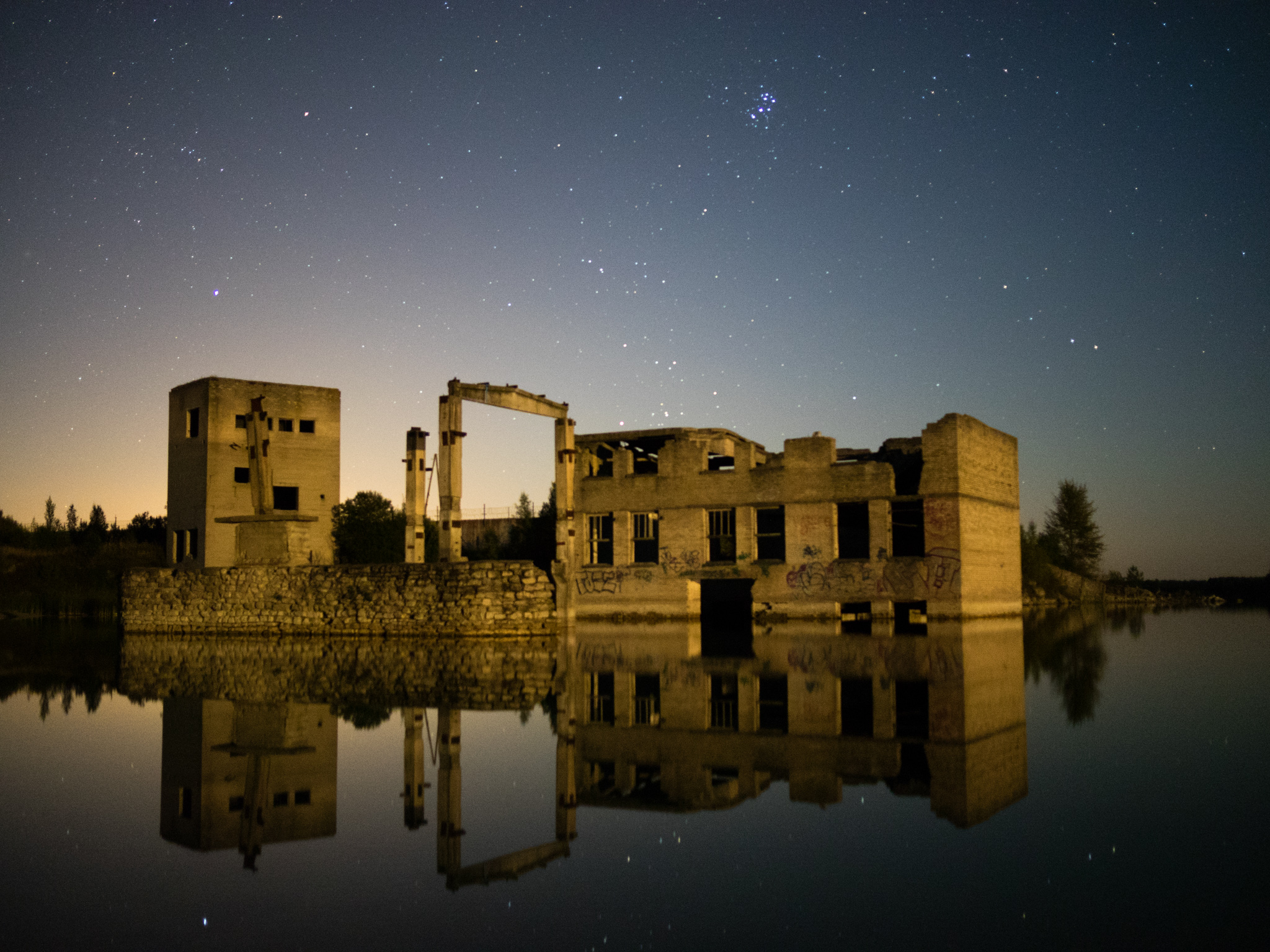
Un edificio all'interno del lago di cava di Rummu (Vasalemma)

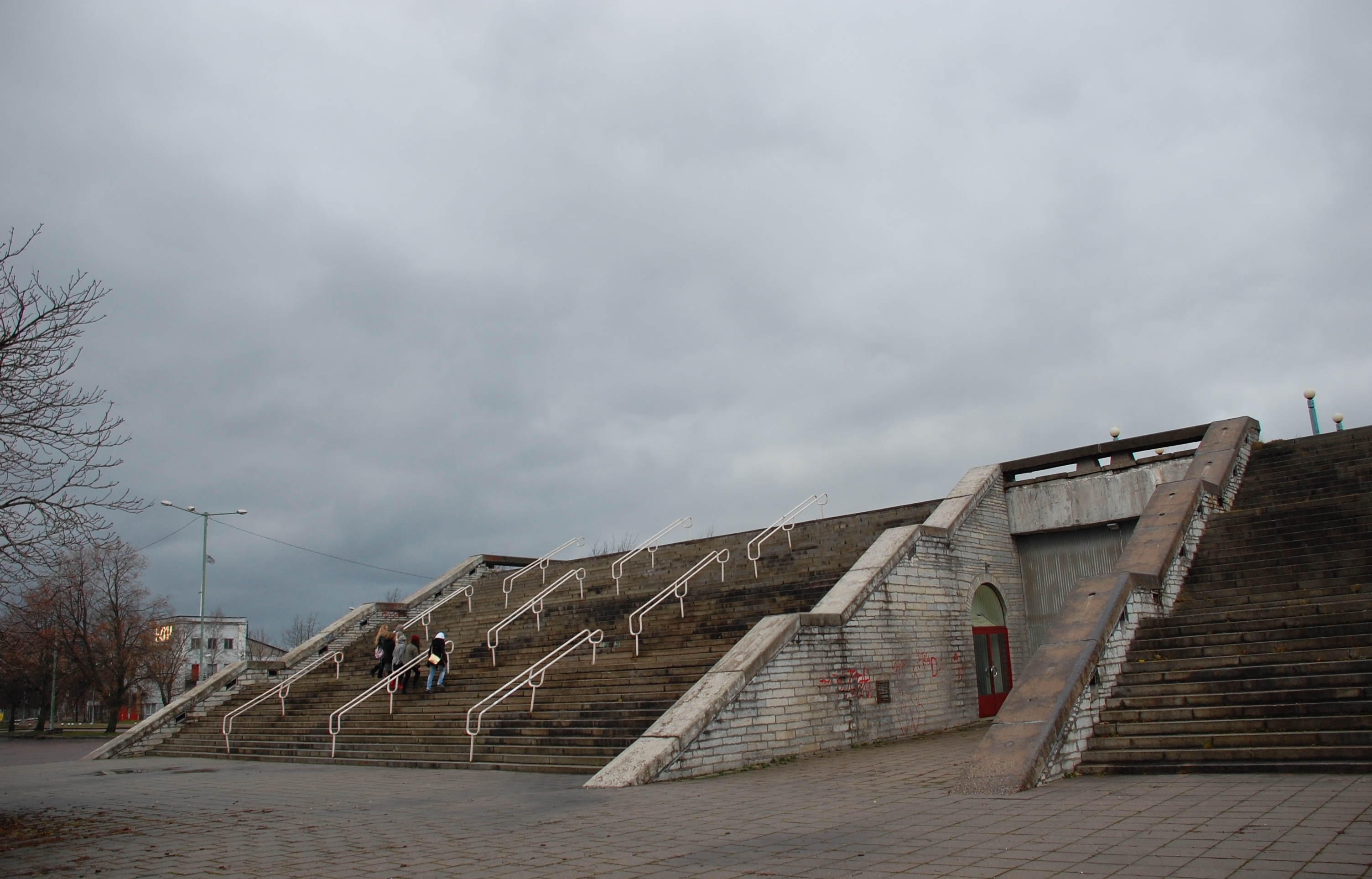
Un edificio a Linnahall

Il videoclip, diretto da Rikkard & Tobias Häggbom, è stato girato in diverse località dell'Estonia tra cui: Linnahall, Tallinn, Vasalemma, Paldiski e Keila. L'attore che interpreta il protagonista del video è Shahab Salehi.
Il video ha ottenuto un grande successo su YouTube, infatti il 26 marzo 2017 ha raggiunto il traguardo di ben 3 miliardi di visualizzazioni.

## Tracce
Download digitale
1. Faded – 3:32
2. Faded (Instrumental) – 3:35

Download digitale – Restrung
1. Faded (Restrung) – 3:37

Download digitale – Remix EP
1. Faded (Tiësto Deep House Remix) – 4:29
2. Faded (Dash Berlin Remix) – 3:35
3. Faded (Tungevaag & Raaban Remix) – 4:11
4. Faded (Y&V Remix) – 4:33
5. Faded (Tiesto's Northern Lights Remix) – 4:10
6. Faded (Luke Christopher Remix) – 3:26

Download digitale – Remixes II
1. Faded (Slushii Remix) – 3:31
2. Faded (Young Bombs Remix) – 3:22

Download digitale – Remix
1. Faded (Tiesto's Deep House Remix) – 4:29
2. Faded (Slushii Remix) – 3:31
3. Faded (Young Bombs Remix) – 3:23
4. Faded (Dash Berlin Remix) – 3:35
5. Faded (Tungevaag & Raaban Remix) – 4:11
6. Faded (Y&V Remix) – 4:33
7. Faded (Tiesto's Northern Lights Remix) – 4:10
8. Faded (Luke Christopher Remix) – 3:26

Download digitale – EP
1. Faded – 3:32
2. Faded (Instrumental) – 3:34
3. Faded (Restrung) – 3:37
4. Faded (Piano Version) – 3:35

Singoli in formato CD
1. Faded – 3:32
2. Faded (Instrumental) – 3:34
3. Faded (Restrung) – 3:37
4. Faded (Tiësto's Deep House Remix) – 4:28
5. Faded (Tiёsto's Northern Lights Remix) – 4:10

## Classifiche

### Classifiche settimanali
| Classifiche (2016) | Posizione massima |
| ------------------ | ----------------- |
| Australia          | 2                 |
| Austria            | 1                 |
| Belgio (Fiandre)   | 2                 |
| Croazia            | 1                 |
| Finlandia          | 1                 |
| Francia            | 1                 |
| Germania           | 1                 |
| Irlanda            | 6                 |
| Italia             | 1                 |
| Nuova Zelanda      | 2                 |
| Polonia            | 1                 |
| Repubblica Ceca    | 1                 |
| Romania            | 7                 |
| Russia (airplay)   | 1                 |
| Singapore          | 6                 |
| Slovacchia         | 20                |
| Spagna             | 1                 |
| Svizzera           | 1                 |
| Ungheria           | 1                 |

### Classifiche di fine anno
| Classifica (2016) | Posizione |
| ----------------- | --------- |
| Islanda           | 25        |
| Classifica (2017) | Posizione |
| Brasile           | 196       |